# Julien Farnoux
Pas d'image ? Cliquez ici

a Compétitions nationales et continentales officielles uniquement.

b Matchs officiels uniquement.
Dernière mise à jour le 18 avril 2025.
Julien Farnoux, né le 24 avril 1993 à Clermont-Ferrand, est un joueur français de rugby à XV qui joue au poste d'arrière ou d'ailier au FC Grenoble depuis 2022.

## Biographie
Passé par le centre de formation de l'ASM Clermont, Julien Farnoux remporte le Championnat de France espoirs en 2014.
Il rejoint ensuite l'USA Perpignan en 2014, avec qui il fait ses débuts professionnels. Il participe avec ce club à l'obtention des titres de Pro D2 en 2018 et 2021.
Peu utilisé lors de la saison 2021-2022, il est libéré de son contrat en mars 2022, à l'âge de 28 ans, et s'engage avec effet immédiat au FC Grenoble, signant un contrat jusqu'en 2024,.
Durant la saison 2022-2023, son club, le FC Grenoble, termine à la deuxième place de la phase régulière du championnat et se qualifie jusqu'en finale où il affronte Oyonnax. Pour ce match, Julien Farnoux est titulaire mais le FC Grenoble s'incline sur le score de 14 à 3.
En juin 2024, il prolonge son contrat avec Grenoble jusqu'en 2026.

## Palmarès
- ASM Clermont
  - Vainqueur du Championnat de France espoirs en 2014.
- USA Perpignan
  - Vainqueur du Championnat de France de 2e division en 2018 et 2021.
- FC Grenoble
  - Finaliste du Championnat de France de 2e division en 2023, 2024 et 2025.